# Проскурни
Проскурни (бел. Праскурні) — деревня в Октябрьском сельсовете Жлобинского района Гомельской области Белоруссии.
Неподалёку месторождение глины пригодной для изготовления кирпича (7,9 млн м³).

## География

### Расположение
В 13 км на юг от районного центра и железнодорожной станции Жлобин (на линии Бобруйск — Гомель), 96 км от Гомеля.

## Гидрография
На реке Днепр.

## Транспортная сеть
Рядом автодорога Жлобин — Стрешин. Планировка состоит из прямолинейной улицы, близкой к меридиональной ориентации. Застройка двусторонняя, деревянная, усадебного типа. В 1987 году построены кирпичные дома на 50 квартир, в которых разместились переселенцы из загрязнённых радиацией в результате катастрофы на Чернобыльской АЭС мест.

## История
Обнаруженные археологами около деревни городища, поселения и бескурганный могильник милоградской и раннего этапа зарубинецкой культур свидетельствуют о заселении этих мест с давних времён. По письменным источникам известна с XVI века как селение в Речицком повете Минского воеводства Великого княжества Литовского, во владении католической церкви.
После 1-го раздела Речи Посполитой (1772 год) в составе Российской империи. Согласно ревизии 1858 года владение князя Л. М. Голицына, в Рогачёвском уезде Могилёвской губернии. В 1880 году работал хлебозапасный магазин. В 1892 году построено здание школы и в ней начались занятия. В результате пожара 14 мая 1893 года сгорело 112 дворов и церковь. Согласно переписи 1897 года находились школа, 2 ветряные мельницы, кузница. В 1909 году 2209 десятин земли, кирпичный завод, в Стрешинской волости.
В 1929 году организован колхоз «12 лет Октябрьской революции», работала ветряная мельница. Во время Великой Отечественной войны в январе 1944 года оккупанты сожгли 216 дворов и убили 230 жителей. На фронтах и в партизанской борьбе погибли 108 жителей, в память о погибших в 1969 году в центре деревни установлена скульптура солдата. Центр колхоза «50 лет БССР». Работают средняя школа, Дом культуры, библиотека, 2 магазина, отделение связи, фельдшерско-акушерский пункт, детский сад.

## Население

### Численность
- 2004 год — 225 хозяйств, 567 жителей.

### Динамика
- 1858 год — 58 дворов, 401 житель.
- 1880 год — 76 дворов, 474 жителя.
- 1897 год — 134 двора, 947 жителей (согласно переписи).
- 1909 год — 1078 жителей.
- 1925 год — 234 двора.
- 1940 год — 220 дворов.
- 2004 год — 225 хозяйств, 567 жителей.
- 2020 год- 416 жителей.